# گبین، استرالیای غربی
گبین (به انگلیسی: Gabbin) یک منطقهٔ مسکونی در استرالیا است که در استرالیای غربی واقع شده‌است.